# Palaeothemis tillyardi
Palaeothemis tillyardi är en trollsländeart som beskrevs av Fraser 1923. Palaeothemis tillyardi ingår i släktet Palaeothemis och familjen segeltrollsländor. IUCN kategoriserar arten globalt som otillräckligt studerad. Inga underarter finns listade i Catalogue of Life.